# Gus Pope
Augustus Russell « Gus » Pope (né le 29 novembre 1898 à Seattle et décédé en 1953) est un athlète américain spécialiste du lancer du disque. Affilié au Illinois Athletic Club, il mesurait 1,85 m pour 95 kg.

## Biographie
Gus Pope remporte la médaille de bronze aux Jeux d'Anvers de 1920 avec 42,130 m. L'année suivante il réalise le meilleur lancer de l'année avec 46,51 m. 

### Palmarès
| Date | Compétition           | Lieu   | Résultat | Performance |
| ---- | --------------------- | ------ | -------- | ----------- |
| 1920 | Jeux olympiques d'été | Anvers | 3e       | 42,130 m    |
| 1924 | Jeux olympiques d'été | Paris  | 4e       | 44,420 m    |

### Records
| Épreuve          | Performance | Lieu | Date |
| ---------------- | ----------- | ---- | ---- |
| Lancer du disque | 46,50 m     |      | 1921 |